# 奧斯特班恩冰磧
71°32′S 12°21′E / 71.533°S 12.350°E
奧斯特班恩冰磧（德語：Austbanen），是南極洲的冰磧，位於毛德皇后地的阿斯特里德公主海岸，處於西彼得曼山脈和中彼得曼山脈之間，根據德國探險隊拍攝的空中照片繪入地圖，現時由南極條約體系管理。